# Henipavirus Langya
Henipavirus Langya (LayV), známý také jako virus Langya, je druh henipaviru, který byl poprvé zjištěn v čínských provinciích Šan-tung a Che-nan. Od roku 2018 do srpna 2022 byl v Číně oznámen u 35 pacientů. Až na 9 z těchto 35 případů byli všichni nakaženi pouze virem LayV, s příznaky jako je horečka, únava a kašel. Dosud nebylo v důsledku LayV hlášeno žádné úmrtí. Henipavirus Langya postihuje lidi i zvířata, včetně rejska – svého předpokládaného původního hostitele. Zmíněných 35 případů nebylo ve vzájemném kontaktu a zatím tedy není známo, zda je virus schopen přenosu z člověka na člověka.

## Reakce
Tchajwanské centrum pro kontrolu nemocí vyzvalo k zavedení metody testování nukleových kyselin, aby bylo možné sledovat šíření viru.